# 武岡龍世
武岡 龍世（たけおか りゅうせい、2001年5月28日 - ）は、徳島県吉野川市出身のプロ野球選手（内野手）。右投左打。東京ヤクルトスワローズ所属。
実兄の武岡大聖は元プロ野球選手で、四国アイランドリーグplus・徳島インディゴソックスに所属していた。

## 経歴

### プロ入り前
小学校2年から鴨島バッファローズで軟式野球を始め、投手や遊撃手としてプレーし、6年には硬式野球チームの徳島ホークスに所属。鴨島第一中学校1年の時にはカル・リプケンワールドシリーズのメンバーに選出され、準優勝を遂げる。
中学校卒業後は八戸学院光星高等学校へ進学。高校では1年春より遊撃手のレギュラーを獲得し、2年秋からは主将を務める。2年夏からは3季連続甲子園出場を果たし、第101回全国高等学校野球選手権大会の智弁学園戦では甲子園では自身初となる本塁打を放った。高校通算本塁打は23本。同学年に伊藤大将がいる。
2019 WBSC U-18ワールドカップに日本代表として出場した。本大会では全8試合フルイニング出場し、本職の遊撃手だけでなく、二塁手、三塁手、右翼手を守った。
2019年10月17日に行われたプロ野球ドラフト会議において東京ヤクルトスワローズから6巡目で指名を受け、11月5日に契約金2200万円、年俸480万円（推定）で仮契約した。背番号は60。

### ヤクルト時代
2020年は、8月12日に一軍昇格し、同日の読売ジャイアンツ戦（東京ドーム）で菅野智之からプロ初打席で初安打を記録した。
2021年は、1試合のみの出場に留まった。
2022年は、8月1日開催の「U-23NPB選抜対大学・社会人選抜」の出場選手に選抜された。7月12日、一軍選手やスタッフに新型コロナウイルス感染症の陽性者が多数発生したことによる、特例2022の代替選手として一軍に昇格。7月19日の巨人戦（神宮球場）では3安打3打点の活躍を見せ、勝利に貢献した。
2023年は、一軍での出場を増やし、二塁手、遊撃手、三塁手として試合に出場した。7月17日の巨人戦（神宮）では、延長10回二死一・三塁の場面で打席が回り、中川皓太から左前にサヨナラ適時打を記録した。8月15日の横浜DeNAベイスターズ戦（神宮）でトレバー・バウアーの152キロの直球をバックスクリーン右に運び、プロ初本塁打を記録した。最終的には前年を大きく上回る84試合に出場し、打率.219、1本塁打、8打点の成績を残した。12月6日、400万円増となる推定年俸1100万円で契約を更改した。
2024年は、開幕戦となった3月29日の中日ドラゴンズ戦（神宮）で、「5番・二塁手」として先発出場していた山田哲人が走塁の際に足を負傷した影響で、3回裏に山田の代打として途中出場。1点を追う8回には四球で出塁し好走塁を見せて逆転のホームを踏み、一挙5点を奪ったチームの逆転勝利に貢献した。そこから離脱の山田に代わりスタメン起用が続き無安打が続いていたが、4月9日の巨人戦（平和リース球場）で開幕戦以来の安打となる先制適時打を放つ。4月27日の阪神タイガース戦（甲子園球場）では、先頭打者として打席に立った9回に守護神ハビー・ゲラから同年初本塁打を放った。同年は76試合に出場し、打率.177、3本塁打、9打点を記録。12月5日、500万円増となる推定年俸1600万円で契約を更改した。

## 選手としての特徴
走攻守と高いレベルを持つことから坂本勇人2世と呼ばれ、守備においては高校時代の坂本や北條史也よりも上手いと評される。打撃面では内角が弱点。

## 人物
愛称は「タピオカ君」。
長岡秀樹と仲が良く一緒にテレビを観るほど。両親は兵庫県淡路島で玉ねぎ農家を営んでいる。父は9万円の特注グローブを買い与えたり、ビデオ動画を送ってアドバイスしたり、リトルリーグの試合で勝手にサインを出したりしていた。好物は母特製の惣菜パン。

## 詳細情報

### 年度別打撃成績
| 年 度     | 球 団     | 試 合 | 打 席 | 打 数 | 得 点 | 安 打 | 二 塁 打 | 三 塁 打 | 本 塁 打 | 塁 打 | 打 点 | 盗 塁 | 盗 塁 死 | 犠 打 | 犠 飛 | 四 球 | 敬 遠 | 死 球 | 三 振 | 併 殺 打 | 打 率 | 出 塁 率 | 長 打 率 | O P S |
| --------- | --------- | ----- | ----- | ----- | ----- | ----- | -------- | -------- | -------- | ----- | ----- | ----- | -------- | ----- | ----- | ----- | ----- | ----- | ----- | -------- | ----- | -------- | -------- | ----- |
| 2020      | ヤクルト  | 5     | 12    | 9     | 0     | 3     | 0        | 0        | 0        | 3     | 0     | 0     | 0        | 1     | 0     | 2     | 0     | 0     | 3     | 0        | .333  | .455     | .333     | .788  |
| 2021      | ヤクルト  | 1     | 4     | 4     | 1     | 1     | 0        | 0        | 0        | 1     | 0     | 0     | 0        | 0     | 0     | 0     | 0     | 0     | 0     | 0        | .250  | .250     | .250     | .500  |
| 2022      | ヤクルト  | 7     | 18    | 17    | 3     | 7     | 0        | 1        | 0        | 9     | 3     | 0     | 0        | 0     | 0     | 0     | 0     | 1     | 3     | 0        | .412  | .444     | .529     | .974  |
| 2023      | ヤクルト  | 84    | 178   | 160   | 18    | 35    | 3        | 2        | 1        | 45    | 8     | 3     | 1        | 9     | 1     | 8     | 1     | 0     | 47    | 4        | .219  | .254     | .281     | .536  |
| 2024      | ヤクルト  | 76    | 147   | 130   | 16    | 23    | 2        | 1        | 3        | 36    | 9     | 1     | 0        | 6     | 1     | 10    | 1     | 0     | 33    | 2        | .177  | .234     | .277     | .511  |
| 通算：5年 | 通算：5年 | 173   | 359   | 320   | 38    | 69    | 5        | 4        | 4        | 94    | 20    | 4     | 1        | 16    | 2     | 20    | 2     | 1     | 86    | 6        | .216  | .262     | .294     | .556  |

- 2024年度シーズン終了時

### 年度別守備成績
| 年 度 | 球 団    | 二塁  | 二塁  | 二塁  | 二塁  | 二塁  | 二塁     | 三塁  | 三塁  | 三塁  | 三塁  | 三塁  | 三塁     | 遊撃  | 遊撃  | 遊撃  | 遊撃  | 遊撃  | 遊撃     |
| 年 度 | 球 団    | 試 合 | 刺 殺 | 補 殺 | 失 策 | 併 殺 | 守 備 率 | 試 合 | 刺 殺 | 補 殺 | 失 策 | 併 殺 | 守 備 率 | 試 合 | 刺 殺 | 補 殺 | 失 策 | 併 殺 | 守 備 率 |
| ----- | -------- | ----- | ----- | ----- | ----- | ----- | -------- | ----- | ----- | ----- | ----- | ----- | -------- | ----- | ----- | ----- | ----- | ----- | -------- |
| 2020  | ヤクルト | 1     | 3     | 2     | 0     | 0     | 1.000    | -     | -     | -     | -     | -     | -        | 2     | 3     | 6     | 0     | 1     | 1.000    |
| 2021  | ヤクルト | 1     | 4     | 5     | 0     | 3     | 1.000    | -     | -     | -     | -     | -     | -        | -     | -     | -     | -     | -     | -        |
| 2022  | ヤクルト | 7     | 8     | 9     | 0     | 6     | 1.000    | -     | -     | -     | -     | -     | -        | -     | -     | -     | -     | -     | -        |
| 2023  | ヤクルト | 56    | 41    | 72    | 2     | 10    | .983     | 6     | 5     | 6     | 1     | 1     | .917     | 18    | 17    | 43    | 0     | 3     | 1.000    |
| 2024  | ヤクルト | 71    | 99    | 124   | 1     | 25    | .996     | 2     | 0     | 3     | 0     | 1     | 1.000    | 2     | 1     | 1     | 0     | 1     | 1.000    |
| 通算  | 通算     | 136   | 155   | 212   | 3     | 44    | .992     | 8     | 5     | 9     | 1     | 2     | .933     | 22    | 21    | 50    | 0     | 5     | 1.000    |

- 2024年度シーズン終了時

### 表彰
- 月間サヨナラ賞：2回（2023年7月[28]、2025年6月[29]）

### 記録
初記録
- 初出場・初打席・初安打：2020年8月12日、対読売ジャイアンツ8回戦（東京ドーム）、3回表に原樹理の代打で出場、菅野智之から二前安打
- 初先発出場：2020年10月23日、対中日ドラゴンズ21回戦（明治神宮野球場）、「6番・遊撃手」で先発出場
- 初打点：2022年7月19日、対読売ジャイアンツ17回戦（明治神宮野球場）、6回裏に戸郷翔征から二前適時打
- 初盗塁：2023年4月7日、対阪神タイガース1回戦（甲子園球場）、9回表に二盗（投手：ジェレミー・ビーズリー、捕手：梅野隆太郎）
- 初本塁打：2023年8月15日、対横浜DeNAベイスターズ16回戦（明治神宮野球場）、7回裏にトレバー・バウアーから中越ソロ[30]

### 背番号
- 60（2020年[10] - ）